# Willi Luckner

Willi Luckner

Franz Max „Willi“ Luckner, auch Willy Luckner, (* 20. Dezember 1896 in Charlottenburg; † 6. Juni 1975 in Hamburg) war ein deutscher Politiker (NSDAP) und SS-Führer.

## Leben und Wirken
Nach dem Besuch der Volksschule wurde Luckner an einer Präparandenanstalt ausgebildet. Ab dem August 1914 nahm er als Kriegsfreiwilliger am Ersten Weltkrieg teil: Nachdem er zunächst dem Infanterie-Regiment Nr. 52 angehört hatte, wurde er zur 6. Kompanie des Reserve-Infanterie-Regiments Nr. 52 versetzt, dem er bis zum März 1918 angehörte. Anschließend kämpfte er mit dem Ersatz-Bataillon desselben Regiments und der 8. Kompanie des Infanterie-Regiments Nr. 189, bevor er im November 1918 in englische Kriegsgefangenschaft geriet, aus der er im Oktober 1919 entlassen wurde.
Nach dem Krieg, aus dem er mit dem Eisernen Kreuz II. Klasse, dem Verwundetenabzeichen in Schwarz und der österreichischen bronzenen Tapferkeitsmedaille zurückkehrte, gehörte er ab dem Dezember 1919 der Sicherheitspolizei in Berlin an. Später wurde er zur Berliner Sicherheitspolizei versetzt. Danach gehörte er der Schutzpolizei in Berlin, in Witten an der Ruhr, Cottbus und erneut in Berlin an. Unterbrochen wurde diese Tätigkeit durch eine von März 1932 bis März 1933 dauernde Dienstenthebung, die wegen der Auslieferung amtlichen Materials an die NSDAP erfolgte. Zum 1. April 1930 war Luckner der NSDAP beigetreten (Mitgliedsnummer 225.403).
Nach der nationalsozialistischen „Machtergreifung“ im Frühjahr 1933 wurde Luckner im März 1933 Mitglied des Preußischen Landtags, dem er bis zum Oktober 1933 angehörte. Im April 1934 zog er im Nachrückverfahren für den ausgeschiedenen Abgeordneten Seidel-Dittmarsch in den nationalsozialistischen Reichstag ein, dem er bis zum Ende der NS-Herrschaft im Frühjahr 1945 als Vertreter des Wahlkreises 4 (Potsdam) angehörte.
In der SS erreichte Luckner, der außerdem Bundesleiter des Kameradschaftsbundes Deutscher Polizeibeamter war, mindestens den Rang eines SS-Oberführers (SS-Nummer 25.717).